# Ar-Rafid (Syria)
Ar-Rafid (arab. الرفيد) – miejscowość w Syrii, w muhafazie Al-Kunajtira. W 2004 roku liczyła 2263 mieszkańców.